# Speranskia
Speranskia é um género botânico pertencente à família Euphorbiaceae.

## Espécies
- Speranskia cantonensis
- Speranskia pekinensis
- Speranskia tuberculata
- Speranskia yunnanensis

## Nome e referências
Speranskia Baill.